# Samantha Saint
Samantha Saint (eredeti nevén Elizabeth Ann Weaver) (Memphis, Tennessee, 1987. június 8. –) amerikai pornószínésznő és modell. 2012 október hónapjának Penthouse Pets győztese.

## Karrierje
Saint 2010-ben, 23 évesen kezdte meg pályafutását a felnőttfilmek világában. 2012 szeptemberében exkluzív szerződést kötött a pornóiparban egyik legismertebb céggel, a Wicked Pictures-szel. 2013-ban pedig megjelent a Samantha Saint Is Completely Wicked című filmje, amit egy évvel később a második rész is követett. Továbbá forgatott jeleneteket olyan cégekkel is mint a Brazzers, a Hustler vagy a Twistys.
Samantha Saint példaképei a pornóiparban Jenna Jameson és Jessica Drake, állítása szerint mindig olyan akart lenni, mint Jenna Jameson.

## Szereplései
Saint a 2012. októberi Penthouse Pets száma mellett szerepelt a Club International 2011 májusi valamint a Club című szintén felnőtt tematikájú magazin címlapján is 2012 januárjában és a Hustler magazinban is.
Chanel Preston oldalán a házigazdája volt a 31. AVN díjátadó gálájának 2014. január 18-án.

## Magánélete
Annak idején cheerleadere volt iskolája futball csapatának.
Malibuban, Kaliforniában él.